# Jetsur Mayapadar
Jetpur Mayapadar fou una de les branques en què estava dividit el principat de Jetpur al segle xx, abans de ser abolit el 9 d'agost de 1937 pel seu excessiu fraccionament. Estava governat per V. S. Desa Nag. La superfície era de 25 km² i la població de 641 habitants.